# Glutaaracidurie type 1
Glutaaracidurie type 1 (of "glutaaracidemie", "GA1" of "GAT1") is een erfelijke stofwisselingsstoornis waarbij het lichaam in het onvermogen verkeerd de aminozuren lysine, hydroxylysine en tryptofaan af te breken. Bij de gestoorde afbraak van deze aminozuren komt stapeling voor van intermediaire afbraakproducten (glutaarzuur, glutaryl-CoA, 3-hydroxyglutaarzuur, glutaconzuur) wat hersenschade kan opleveren. De hersenschade situeert zich voornamelijk in de basale ganglia die helpen bij het uitvoeren van bewegingen. Daarnaast kan mentale retardatie optreden. Glutaarzuur (net als andere organische zuren) worden door het lichaam gemetaboliseerd met behulp van carnitine. GA1 veroorzaakt dan ook secundaire carnitine deficiëntie.
De ziekte wordt opgespoord via de Guthrie-test (hielprik).

## Symptomen
De ernst van het ziektebeeld varieert sterk; sommige individuen zijn slechts matig aangedaan waar anderen ernstige problemen ondervinden. GA1 kan gedefinieerd worden als twee klinische entiteiten:
- GA1 vóór het optreden van een encefalopathische crisis;
- GA1 ná het optreden van een encefalopathische crisis.

### GA1 voor het optreden van een encefalopathische crisis
Neonaten met glutaarzuuracidurie type 1 hebben vaak ongewoon grote hoofden (macrocefalie). Macrocefalie is een van de eerste tekenen van GA1. Het is dus van belang alle gevallen van macrocefalie nader te onderzoeken, temeer daar een snelle diagnose van klinisch belang is. Macrocefalie is echter een klinisch teken bij verscheidene neurologische aandoeningen; de neurometabole aandoeningen in het bijzonder.

### GA1 na het optreden van een encefalopathische crisis
- Neuromotorische aspecten

Aangedane individuen kunnen moeilijkheden ondervinden met bewegen, spierspasmen kunnen optreden, trekkingen, een verminderde spiertonus en spierzwakte (ten gevolge van de secundaire carnitine deficiëntie) kunnen optreden. GA1 kan in vele gevallen gedefinieerd worden als een erfelijke cerebrale verlamming (cerebral palsy).
- Bloedingen

Sommige patiënten ontwikkelen hersenbloedingen of bloedingen in het oog. Deze letsels kunnen verkeerd opgevat worden als tekenen van kindermishandeling.

## Behandeling

### Correctie van secundaire carnitinde deficiëntie
Verscheidene acidemieën (waarbij te veel zuur in de circulatie voorkomt) veroorzaken carnitinedeficiëntie. De bloedwaardes kunnen gecorrigeerd worden met orale supplementatie (= per os) maar de waardes voor glutylcarnitine en geësterificeerd carnitine wijzigen hierbij niet significant. Deze tegenwerping lijkt erop te wijzen dat carnitinetoediening per os niet volstaat om de tekorten op te vangen die zich in de weefsels voordoen. In de klinische voedingsleer wordt dan ook geconcludeerd dat orale carnitinetoediening de carnitineconcentratie in de spieren niet beïnvloeden. Net in spierweefsel wordt carnitine opgeslagen en gebruikt.
- Regelmatig intraveneus toedienen van carnitine leidde echter tot een significante verbetering van het klinisch beeld. De groei verbetert, de spierzwakte neemt af en de afhankelijkheid van medische voeding neemt af[1].
- Choline verhoogt de carnitineopname en -opslag[4]. Cholinesupplementen zijn goedkoop, veilig (waarschijnlijk zelfs in kinderen die anticholinergica gebruiken).

### Dieetrestrictie
Het beperken van bepaalde lysine en tryptofaan in de voeding kan de neurologische schadegang vertragen.